# Collegio di Stoke-on-Trent North
Stoke-on-Trent North è un collegio elettorale dello Staffordshire, nelle Midlands Occidentali, e rappresentato alla Camera dei comuni del Parlamento del Regno Unito. Elegge un membro del parlamento con il sistema first-past-the-post, ossia maggioritario a turno unico; l'attuale parlamentare è David Williams del Partito Laburista, che rappresenta il collegio dal 2024.

## Estensione

Stoke-on-Trent North dal 2010 al 2024

Ognuno dei tre collegi di Stoke-on-Trent contiene due degli storici sei borghi della ceramica. Burslem e Tunstall si trovano in Stoke-on-Trent North e sono due degli insediamenti famosi per la ceramica e la porcellana.
- 1950-1955: i ward del County Borough di Stoke-on-Trent numero 1, 2, 3, 4, 5, 6, 7, 8, 9 e 27.
- 1955-1983: i ward del County Borough di Stoke-on-Trent numero 1, 2, 3, 4, 5, 6, 7 e 8.
- 1983-1997: i ward della Città di Stoke-on-Trent di Burslem Central, Burslem Green, Chell, East Valley, Norton and Bradeley e Tunstall North, e i ward del borgo di Newcastle-under-Lyme di Butt Lane, Kidsgrove, Newchapel e Talke.
- 1997-2010: i ward della Città di Stoke-on-Trent di Burslem Central, Burslem Grange, Chell, East Valley, Norton and Bradeley e Tunstall North, e i ward del distretto di Staffordshire Moorlands di Brown Edge and Endon e Stanley.
- 2010-2024: i ward della Città di Stoke-on-Trent di Burslem North, Burslem South, Chell and Packmoor, East Valley, Norton and Bradeley e Tunstall, e i ward del borgo di Newcastle-under-Lyme di Butt Lane, Kidsgrove, Ravenscliffe e Talke.
- dal 2024: i ward della Città di Stoke-on-Trent di Baddeley, Milton and Norton; Bradeley and Chell Heath; Burslem; Burslem Park; Ford Green and Smallthorne; Goldenhill and Sandyford; Great Chell and Packmoor; Little Chell and Stanfield; Moorcroft and Sneyd Green; Tunstall e una piccola parte di Etruria and Hanley, e i ward del borgo di Newcastle-under-Lyme di Kidsgrove and Ravenscliffe; Newchapel and Mow Cop e Talke and Butt Lane.[1]

## Membri del parlamento
| Elezione | Elezione    | Deputato        | Partito         |
| -------- | ----------- | --------------- | --------------- |
|          | 1950        | Albert Davies   | Laburista       |
|          | 1953 (S)    | Harriet Slater  | Laburista Co-Op |
|          | 1966        | John Forrester  | Laburista       |
| 1987     | Joan Walley |                 | Laburista       |
| 2015     | Ruth Smeeth |                 | Laburista       |
|          | 2019        | Jonathan Gullis | Conservatore    |
|          | 2024        | David Williams  | Laburista       |

## Elezioni

### Elezioni negli anni 2020
| Partito                    | Partito                                           | Candidato                  | Risultati 4 luglio 2024 | Risultati 4 luglio 2024 |
| Partito                    | Partito                                           | Candidato                  | Voti                    | %                       |
| -------------------------- | ------------------------------------------------- | -------------------------- | ----------------------- | ----------------------- |
|                            | Laburista                                         | David Williams             | 14 579                  | 40,33                   |
|                            | Conservatore                                      | Jonathan Gullis            | 9 497                   | 26,27                   |
|                            | Reform UK                                         | Karl Beresford             | 8 824                   | 24,41                   |
|                            | Verdi                                             | Josh Harris                | 1 236                   | 3,42                    |
|                            | Indipendente                                      | Jag Boyapti                | 1 103                   | 3,05                    |
|                            | Lib Dem                                           | Lucy Hurds                 | 911                     | 2,52                    |
|                            |                                                   |                            |                         |                         |
| Iscritti                   | Iscritti                                          | Iscritti                   | 69 790                  | 100,00                  |
| ↳ Votanti (% su iscritti)  | ↳ Votanti (% su iscritti)                         | ↳ Votanti (% su iscritti)  | 36 150                  | 51,80                   |
| ↳ Astenuti (% su iscritti) | ↳ Astenuti (% su iscritti)                        | ↳ Astenuti (% su iscritti) | 33 640                  | 48,20                   |
|                            |                                                   |                            |                         |                         |
|                            | Esito: collegio passa da Conservatore a Laburista |                            |                         |                         |

### Elezioni negli anni 2010
| Partito                    | Partito                                           | Candidato                  | Risultati 12 dicembre 2019 | Risultati 12 dicembre 2019 |
| Partito                    | Partito                                           | Candidato                  | Voti                       | %                          |
| -------------------------- | ------------------------------------------------- | -------------------------- | -------------------------- | -------------------------- |
|                            | Conservatore                                      | Jonathan Gullis            | 20 974                     | 52,26                      |
|                            | Laburista                                         | Ruth Smeeth                | 14 688                     | 36,60                      |
|                            | Brexit                                            | Richard Watkin             | 2 374                      | 5,92                       |
|                            | Lib Dem                                           | Peter Andras               | 1 268                      | 3,16                       |
|                            | Verdi                                             | Alan Borgars               | 508                        | 1,27                       |
|                            | Indipendente                                      | Matthew Dilworth           | 322                        | 0,80                       |
|                            |                                                   |                            |                            |                            |
| Iscritti                   | Iscritti                                          | Iscritti                   | 68 298                     | 100,00                     |
| ↳ Votanti (% su iscritti)  | ↳ Votanti (% su iscritti)                         | ↳ Votanti (% su iscritti)  | 40 134                     | 58,76                      |
| ↳ Astenuti (% su iscritti) | ↳ Astenuti (% su iscritti)                        | ↳ Astenuti (% su iscritti) | 28 164                     | 41,24                      |
|                            |                                                   |                            |                            |                            |
|                            | Esito: collegio passa da Laburista a Conservatore |                            |                            |                            |

| Partito                    | Partito                                | Candidato                  | Risultati 8 giugno 2017 | Risultati 8 giugno 2017 |
| Partito                    | Partito                                | Candidato                  | Voti                    | %                       |
| -------------------------- | -------------------------------------- | -------------------------- | ----------------------- | ----------------------- |
|                            | Laburista                              | Ruth Smeeth                | 21 272                  | 50,91                   |
|                            | Conservatore                           | Benedict Adams             | 18 913                  | 45,26                   |
|                            | Lib Dem                                | Richard Whelan             | 916                     | 2,19                    |
|                            | Verdi                                  | Doug Rouxel                | 685                     | 1,64                    |
|                            |                                        |                            |                         |                         |
| Iscritti                   | Iscritti                               | Iscritti                   | 71 307                  | 100,00                  |
| ↳ Votanti (% su iscritti)  | ↳ Votanti (% su iscritti)              | ↳ Votanti (% su iscritti)  | 41 876                  | 58,73                   |
| ↳ Astenuti (% su iscritti) | ↳ Astenuti (% su iscritti)             | ↳ Astenuti (% su iscritti) | 29 431                  | 41,27                   |
|                            |                                        |                            |                         |                         |
|                            | Esito: collegio confermato a Laburista |                            |                         |                         |

| Partito                    | Partito                                | Candidato                  | Risultati 7 maggio 2015 | Risultati 7 maggio 2015 |
| Partito                    | Partito                                | Candidato                  | Voti                    | %                       |
| -------------------------- | -------------------------------------- | -------------------------- | ----------------------- | ----------------------- |
|                            | Laburista                              | Ruth Smeeth                | 15 429                  | 39,92                   |
|                            | Conservatore                           | Benedict Adams             | 10 593                  | 27,40                   |
|                            | UKIP                                   | Geoff Locke                | 9 542                   | 24,69                   |
|                            | Lib Dem                                | Paul Roberts               | 1 137                   | 2,94                    |
|                            | Verdi                                  | Sean Adam                  | 1 091                   | 2,82                    |
|                            | Indipendente                           | John Millward              | 508                     | 1,31                    |
|                            | Indipendente                           | Craig Pond                 | 354                     | 0,92                    |
|                            |                                        |                            |                         |                         |
| Iscritti                   | Iscritti                               | Iscritti                   | 72 657                  | 100,00                  |
| ↳ Votanti (% su iscritti)  | ↳ Votanti (% su iscritti)              | ↳ Votanti (% su iscritti)  | 38 654                  | 53,20                   |
| ↳ Astenuti (% su iscritti) | ↳ Astenuti (% su iscritti)             | ↳ Astenuti (% su iscritti) | 34 003                  | 46,80                   |
|                            |                                        |                            |                         |                         |
|                            | Esito: collegio confermato a Laburista |                            |                         |                         |

| Partito                    | Partito                                | Candidato                  | Risultati 6 maggio 2010 | Risultati 6 maggio 2010 |
| Partito                    | Partito                                | Candidato                  | Voti                    | %                       |
| -------------------------- | -------------------------------------- | -------------------------- | ----------------------- | ----------------------- |
|                            | Laburista                              | Joan Walley                | 17 815                  | 44,32                   |
|                            | Conservatore                           | Andy Large                 | 9 580                   | 23,83                   |
|                            | Lib Dem                                | John Fisher                | 7 120                   | 17,71                   |
|                            | BNP                                    | Melanie Baddeley           | 3 196                   | 7,95                    |
|                            | UKIP                                   | Geoff Locke                | 2 485                   | 6,18                    |
|                            |                                        |                            |                         |                         |
| Iscritti                   | Iscritti                               | Iscritti                   | 72 035                  | 100,00                  |
| ↳ Votanti (% su iscritti)  | ↳ Votanti (% su iscritti)              | ↳ Votanti (% su iscritti)  | 40 196                  | 55,80                   |
| ↳ Astenuti (% su iscritti) | ↳ Astenuti (% su iscritti)             | ↳ Astenuti (% su iscritti) | 31 839                  | 44,20                   |
|                            |                                        |                            |                         |                         |
|                            | Esito: collegio confermato a Laburista |                            |                         |                         |

### Elezioni negli anni 2000
| Partito                    | Partito                                | Candidato                  | Risultati 5 maggio 2005 | Risultati 5 maggio 2005 |
| Partito                    | Partito                                | Candidato                  | Voti                    | %                       |
| -------------------------- | -------------------------------------- | -------------------------- | ----------------------- | ----------------------- |
|                            | Laburista                              | Joan Walley                | 16 191                  | 52,64                   |
|                            | Conservatore                           | Benjamin Browning          | 6 155                   | 20,01                   |
|                            | Lib Dem                                | Henry Jebb                 | 4 561                   | 14,83                   |
|                            | BNP                                    | Spencer Cartlidge          | 2 132                   | 6,93                    |
|                            | UKIP                                   | Eileen Braithwaite         | 696                     | 2,26                    |
|                            | Veritas                                | Ian Taylor                 | 689                     | 2,24                    |
|                            | Indipendente                           | Harry Chesters             | 336                     | 1,09                    |
|                            |                                        |                            |                         |                         |
| Iscritti                   | Iscritti                               | Iscritti                   | 58 368                  | 100,00                  |
| ↳ Votanti (% su iscritti)  | ↳ Votanti (% su iscritti)              | ↳ Votanti (% su iscritti)  | 30 760                  | 52,70                   |
| ↳ Astenuti (% su iscritti) | ↳ Astenuti (% su iscritti)             | ↳ Astenuti (% su iscritti) | 27 608                  | 47,30                   |
|                            |                                        |                            |                         |                         |
|                            | Esito: collegio confermato a Laburista |                            |                         |                         |

| Partito                    | Partito                                | Candidato                  | Risultati 7 giugno 2001 | Risultati 7 giugno 2001 |
| Partito                    | Partito                                | Candidato                  | Voti                    | %                       |
| -------------------------- | -------------------------------------- | -------------------------- | ----------------------- | ----------------------- |
|                            | Laburista                              | Joan Walley                | 17 460                  | 57,98                   |
|                            | Conservatore                           | Benjamin Browning          | 5 676                   | 18,85                   |
|                            | Lib Dem                                | Henry Jebb                 | 3 580                   | 11,89                   |
|                            | Indipendente                           | Charles Wanger             | 3 399                   | 11,29                   |
|                            |                                        |                            |                         |                         |
| Iscritti                   | Iscritti                               | Iscritti                   | 58 025                  | 100,00                  |
| ↳ Votanti (% su iscritti)  | ↳ Votanti (% su iscritti)              | ↳ Votanti (% su iscritti)  | 30 115                  | 51,90                   |
| ↳ Astenuti (% su iscritti) | ↳ Astenuti (% su iscritti)             | ↳ Astenuti (% su iscritti) | 27 910                  | 48,10                   |
|                            |                                        |                            |                         |                         |
|                            | Esito: collegio confermato a Laburista |                            |                         |                         |

## Risultati dei referendum

### Referendum sulla permanenza del Regno Unito nell'Unione europea del 2016
|             | Collegio             | Lasciare UE % | Rimanere in UE % |
| ----------- | -------------------- | ------------- | ---------------- |
|             | Stoke-on-Trent North | 72,1%         | 27,9             |
| Inghilterra | 53,3%                | 46,7%         |                  |
| Regno Unito | 51,9%                | 48,1%         |                  |

Stoke-on-Trent North fu il sesto collegio del Regno Unito con la percentuale più alta a favore dell'uscita dall'Unione europea.